# Aljona Savchenko
Aljona Savchenko (en ukrainien : Олена Савченко), née le 19 janvier 1984 à Kiev, est une patineuse artistique germano-ukrainienne.
Avec son partenaire Robin Szolkowy avec lequel elle patine de 2003 à 2014, elle est double médaillée de bronze olympique (2010 et 2014), quintuple championne du monde (2008, 2009, 2011, 2012, 2014), quadruple championne d'Europe (2007, 2008, 2009, 2011), et octuple championne d'Allemagne (entre 2004 et 2014).
Elle patine de 2014 à 2018 avec Bruno Massot avec qui elle est double vice-championne d'Europe (2016 et 2017), médaillée d'or aux Jeux olympiques de Pyeongchang et championne du monde en 2018.
Elle est par ailleurs la deuxième patineuse la plus titrée aux Championnats du monde de patinage artistique en danse par couples avec 6 titres derrière la soviétique Irina Rodnina avec 10 titres.

## Biographie

### Carrière sportive
Aliona Savchenko a commencé le patinage à l'âge de 3 ans. Son père était alors son entraîneur et ils patinaient sur un lac. Lorsqu’Aliona eut 4 ans, son père a voulu l'inscrire dans une école de patinage artistique à Kiev. Elle ne fut pas acceptée à ce moment-là, sous prétexte qu'elle était trop jeune. Elle fut admise un an plus tard.
Son premier partenaire fut Dmitri Boyenko, du club Dynamo Kiev. Le couple se sépara peu après les championnats du monde junior 1998, où le couple s'était classé 13e.
Par la suite, Aliona fit équipe avec Stanislav Morozov, toujours du club Dynamo Kiev. Le couple a remporté le titre de champion du monde junior en 2000. De plus, ils ont remporté le titre national de l'Ukraine deux fois. Aux Jeux olympiques de 2002, ils se sont classés 15e. Plus tard en 2002, le couple se sépara, à la suite de la décision de Morozov de quitter le patinage.
En mai 2003, l'entraîneur de Robin Szolkowy, Ingo Steuer, amena Savchenko à Chemnitz pour un essai avec son élève. L'essai fut une réussite et Aliona déménagea en Allemagne trois mois plus tard.
Le couple remporta d'emblée le championnat d'Allemagne en 2004. Ils le remportèrent une nouvelle fois en 2005. De plus, ils se sont classés quatrièmes aux championnats d'Europe et sixièmes aux championnats du monde. En octobre 2005, le couple Savchenko/Szolkowy remporta le Nebelhorn Trophy à Oberstdorf et Skate Canada. Ils se qualifiaient ainsi pour les Jeux olympiques d'hiver de 2006 à Turin. Aliona Savchenko a obtenu la citoyenneté allemande le 29 décembre 2005. Aliona et Robin mirent la main sur la médaille d'argent aux championnats d'Europe 2006. Le couple Savchenko/Szolkowy se classait à la sixième place aux Jeux. La compétition fut néanmoins perturbée par les soupçons de collaboration avec la Stasi qui frappèrent leur entraineur Ingo Steuer.

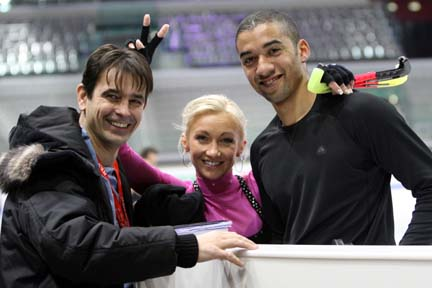
Aliona Savchenko et Robin Szolkowy avec Ingo Steuer à la finale du Grand Prix 2007/2008.

Le 24 janvier 2007, ils devinrent champion d'Europe à Varsovie. Ils remportèrent la compétition avec le total de 199.39 points et une marge de près de 20 points sur les seconds, le couple russe Maria Petrova/Aleksey Tikhonov.

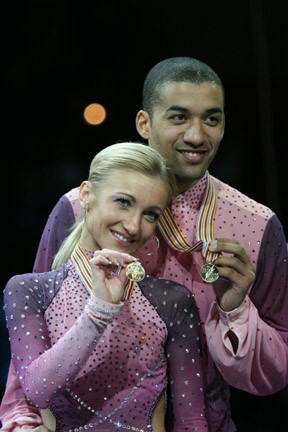
Aljona Savchenko et Robin Szolkowy montrant leurs médailles d'or aux championnats du monde 2008.

Moins de trois mois plus tard, le 21 mars 2007, ils obtenaient le bronze aux championnats du monde avec 187.39 points. C'était la première médaille d'un couple allemand aux championnats du monde depuis 1998, lorsque Peggy Schwarz et Mirko Müller remportèrent le bronze.
Aux championnats d'Allemagne de 2008, le 6 janvier, Aliona Savchenko et Robin Szolkowy franchissaient la barre des 200 points en réalisant le score de 214.67 points. Cela aurait constitué un record du monde mais cette compétition ne comptait pas pour l'ISU.
Le 23 janvier 2008, ils défendaient avec succès leur titre aux championnats d'Europe à Zagreb, remportant la compétition avec plus de 30 points d'avance sur la paire russe Mukhortova/Trankov. Cette victoire fut suivie par leur couronnement aux championnats du monde 2008.
Durant la saison 2008/2009, ils ont remporté leurs compétitions du Grand Prix ISU : Skate America et Trophée de France. Ils ont terminé troisième à la finale du Grand Prix. Après avoir remporté un sixième titre national, Savchenko/Szolkowy ont mis la main sur un troisième titre de champion d'Europe. En mars 2009, ils ont remporté leur deuxième titre de champions du monde d'affilée, en plus de battre leur record personnel pour un programme court et un score total. Ils sont devenus le deuxième couple allemand, après Marika Kilius et Hans Jürgen Bäumler, à défendre leur titre mondial avec succès.

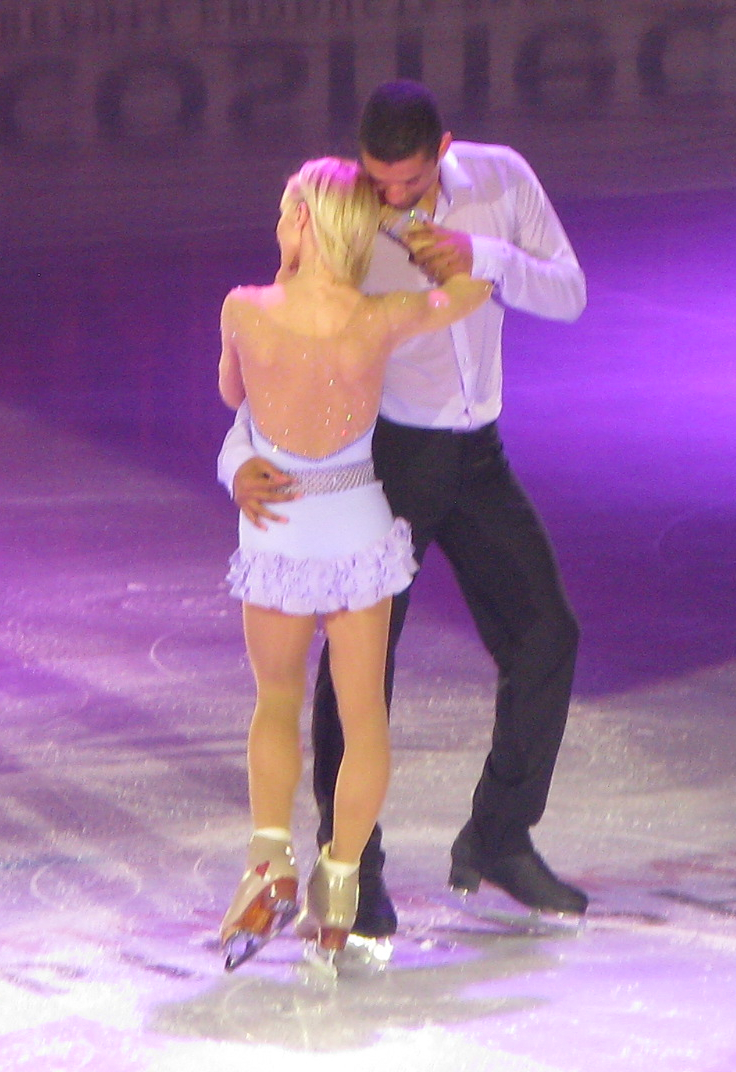
Savchenko et Szolkowy aux championnats du monde de 2012.

Savchenko/Szolkowy ont commencé la saison 2009/2010 avec le Nebelhorn Trophy, qu'ils ont gagné haut la main. Lors du Grand Prix ISU, ils ont participé au Trophée de France et à Skate Canada. Lors du Trophée de France, ils se sont classés premier après le programme court, brisant un record personnel avec 72.98 points. Par contre, un programme libre émaillé d'erreurs les relégua quatrième pour terminer troisième au total, à 18.51 points des champions Maria Mukhortova/Maksim Trankov. Ils ont dépassé à nouveau leur record personnel pour un programme court à Skate Canada, avec 74.16 points. Lors du programme libre, ils ont présenté une nouvelle chorégraphie sur la musique du film Out of Africa, qui fut élaboré peu après le Trophée de France. Ils ont obtenu 132.55 points pour le programme libre, 206.71 points au total. Ce score total est un nouveau record mondial pour un score total chez les couples sous le nouveau système de notation de l'ISU. Cette fois, ils ont battu Maria Mukhortova/Maksim Trankov de 21 points. Également, pour la première fois depuis l'existence de ce système de notation, une note de 10.0 points a été attribuée. Ils se sont qualifiés pour la finale du Grand Prix, où ils ont obtenu la médaille de bronze. Lors des championnats d'Europe, ils étaient en tête après le programme court à 0.2 point devant les russes Yuko Kavaguiti et Alexandre Smirnov. Savchenko/Szolkowy ont terminé deuxième du programme libre, en battant leur record personnel. Malgré cela, ils étaient à 1,63 point derrière le couple russe, donc ils terminèrent deuxième. Savchenko/Szolkowy ont battu leur record personnel pour un score total, avec 211.72 points.
Durant les Jeux Olympiques de 2010, Savchenko/Szolkowy ont battu leur record personnel pour un programme court avec 75.96 points, ce qui les place deuxièmes derrière les Chinois Xue Shen/Hongbo Zhao. Lors du programme libre, ils se classent troisièmes derrière les deux couples chinois, avec un score de 134,64 points. Au total, ils remportent la médaille de bronze avec 210.60 points.
Aux championnats du monde 2010, ils se classent troisième avec 69.52 points lors du programme court. Ils sont à 5,76 points des premiers, les Chinois Pang Quing/Tong Jian. Lors du programme libre, ils se classent deuxièmes avec un score de 135.22 points, à 0,89 point de Pang/Tong. Ils remportent finalement la médaille d'argent.
Aux Jeux Olympiques de Pyeongchang en 2018, elle remporte avec son partenaire Bruno Massot la médaille d’or avec un score total de 235.90 points.

## Palmarès
Avec 4 partenaires :
- Dmitri Boyenko  (jusqu'en 1998)
- Stanislav Morozov  (1998-2002)
- Robin Szolkowy  (2003-2014)
- Bruno Massot  (2014-2018)

| Compétition                   | 1998    |  | 1999    | 2000    | 2001    | 2002    |  | 2003    | 2004    | 2005    | 2006    | 2007    | 2008    | 2009    | 2010    | 2011    | 2012    | 2013    | 2014    |  | 2015    | 2016    | 2017    | 2018    |
| Jeux olympiques d'hiver       |         |  |         |         |         | 15e     |  |         |         |         | 6e      |         |         |         | 3e      |         |         |         | 3e      |  |         |         |         | 1re     |
| Championnats du monde         |         |  |         |         | 9e      |         |  |         |         | 6e      | 6e      | 3e      | 1re     | 1re     | 2e      | 1re     | 1re     | 2e      | 1re     |  |         | 3e      | 2e      | 1re     |
| Championnats d'Europe         |         |  |         | 7e      | 6e      |         |  |         |         | 4e      | 2e      | 1re     | 1re     | 1re     | 2e      | 1re     | F       | 2e      | F       |  |         | 2e      | 2e      |         |
| Championnats d'Ukraine        |         |  | 2e      | 1re     | 1re     | F       |  |         |         |         |         |         |         |         |         |         |         |         |         |  |         |         |         |         |
| Championnats d'Allemagne      |         |  |         |         |         |         |  |         | 1re     | 1re     | 1re     | 1re     | 1re     | 1re     | F       | 1re     | F       | F       | 1re     |  | F       | 1re     | F       | 1re     |
| Championnats du monde juniors | 13e     |  | 12e     | 1re     |         |         |  |         |         |         |         |         |         |         |         |         |         |         |         |  |         |         |         |         |
|                               |         |  |         |         |         |         |  |         |         |         |         |         |         |         |         |         |         |         |         |  |         |         |         |         |
| Grand Prix ISU                | 1997/98 |  | 1998/99 | 1999/00 | 2000/01 | 2001/02 |  | 2002/03 | 2003/04 | 2004/05 | 2005/06 | 2006/07 | 2007/08 | 2008/09 | 2009/10 | 2010/11 | 2011/12 | 2012/13 | 2013/14 |  | 2014/15 | 2015/16 | 2016/17 | 2017/18 |
| Finale du Grand Prix          |         |  |         |         |         |         |  |         |         |         | 3e      | 2e      | 1re     | 3e      | 3e      | 1re     | 1re     |         | 1re     |  |         |         | F       | 1re     |
| Skate America                 |         |  |         |         |         |         |  |         |         |         |         |         |         | 1re     |         | 1re     | 1re     |         |         |  |         |         |         | 1re     |
| Skate Canada                  |         |  |         |         | 6e      |         |  |         |         |         | 1re     |         | 1re     |         | 1re     |         |         | 1re     |         |  |         |         |         | 2e      |
| Coupe d'Allemagne             |         |  |         | 5e      | 5e      |         |  |         |         |         |         |         |         |         |         |         |         |         |         |  |         |         |         |         |
| Coupe de Chine                |         |  |         |         |         |         |  |         |         |         |         | 3e      |         |         |         |         |         |         | 1re     |  |         |         |         |         |
| Trophée de France             |         |  |         |         |         | F       |  |         |         |         |         |         |         | 1re     | 3e      | 1re     |         | F       |         |  |         |         | 1re     |         |
| Coupe de Russie               |         |  |         | 4e      | 7e      |         |  |         |         | 3e      |         | 1re     | 2e      |         |         |         | 1re     |         | 1re     |  |         |         | 1re     |         |
| Trophée NHK                   |         |  |         |         |         |         |  |         |         |         | 2e      |         | 1re     |         |         |         | 3e      |         |         |  |         |         |         |         |
| Légende : F = Forfait         |         |  |         |         |         |         |  |         |         |         |         |         |         |         |         |         |         |         |         |  |         |         |         |         |